# Polygonum striatulum
Polygonum striatulum är en slideväxtart som beskrevs av Robinson. Polygonum striatulum ingår i släktet trampörter, och familjen slideväxter. Inga underarter finns listade i Catalogue of Life.